# 埃爾薩德·兹維羅蒂奇
埃爾薩德·兹維羅蒂奇（1986年10月31日—）是一位黑山足球運動員。在場上的位置是防守型中場和右後衛。他現在效力於瑞士足球超級聯賽球隊錫永足球俱樂部。他也代表黑山國家足球隊參賽。